# Pythagoras (Bildhauer aus Samos)
Pythagoras (altgriechisch Πυθαγόρας) war ein antiker griechischer Bildhauer und Maler aus Samos, der wohl im 5. Jahrhundert v. Chr. wirkte. Plinius und Diogenes Laertios unterschieden ihn ausdrücklich von Pythagoras aus Rhegion.
Seine Ausbildung erhielt er zunächst als Maler, er wandte sich dann aber der Bildhauerei zu. Er schuf sieben Statuen von Nackten und die Statue eines Greises, die in römischer Zeit beim Tempel der Fortuna Huiusce Diei in Rom aufgestellt waren. Pausanias erwähnt im Zeusheiligtum von Olympia die Statue des Euthymos von Lokroi, Sieger bei den Olympischen Spielen in den Jahren 484, 476 und 472 v. Chr., als das Werk eines Pythagoras, ohne dessen Herkunft zu nennen. Die in Olympia gefundene Basis dieser Statue weist ihn als Samier aus.
Sein Werk ist verloren, von seinem Stil keine Vorstellung zu gewinnen.